# Castizo (casta)

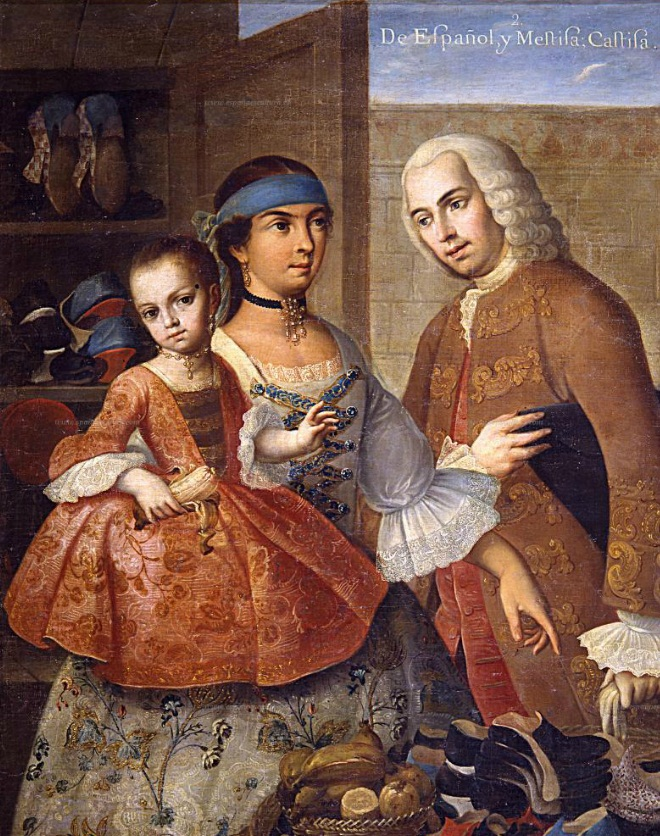
Pintura «De español y mestiza, castiza» de Miguel Cabrera, México, 1763

Castizo, mestizo casto  o cuarterón de mestizo era la denominación de una de las castas que integraba el sistema de castas colonial, que impuso la Monarquía Hispánica en sus  colonias americanas. Empiezan a surgir a finales del siglo XVII, pero realmente ya se popularizan estas clasificaciones en el siglo XVIII. Las castas clasificaban a las personas que habían nacido como resultado de la "cruza" de las tres razas que España consideraba existentes: indígena, negra y española, también llamada blanca. La casta castiza se definía por la cruza de individuos pertenecientes a la casta mestiza con la raza española.

## Definición

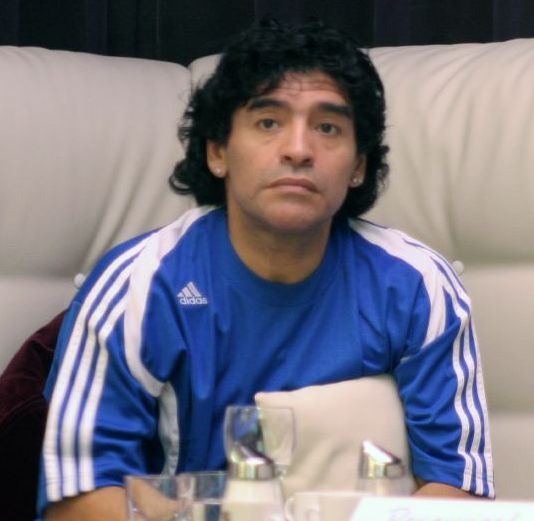
Diego Armando Maradona, exfutbolista de ancestros españoles, italianos, croatas y guaraníes, nacido en Lanús.

La casta racial castiza fue creada por el Imperio Español durante la colonización de América para clasificar a las personas que tenían antecesores europeos y americanos. Bajo el sistema de castas, el hijo de una española y un castizo o de una castiza y un español era clasificado como criollo (un español nacido en las Américas), de ahí que el descendiente regeneraba su «pureza de sangre» (limpieza de sangre). Para aquellos castizos en los cuales su porcentaje de ancestros indoamericanos no fuera evidente del todo, simplemente se consideraban a sí mismos dentro del grupo de los criollos.
Si una persona castiza tenía descendencia con una persona española, el resultado era que el descendiente volvía a ser español.

## Fundamento normativo
Los Estatutos de limpieza de sangre aparecieron en España durante el siglo XV y se generalizaron durante el siglo XVI, cuando fueron establecidos virtualmente en todas instituciones y corporaciones: órdenes religiosas, organizaciones militares, colegios, universidades, escribanías, gremios, cofradías, capítulos diocesanos, catedrales, ayuntamientos, etc., así como la Inquisición. La necesidad de contar con una definición legal de quienes debían considerarse "cristianos nuevos", llevó a la Inquisición a elaborar y propagar los Estatutos de Limpieza de Sangre en España y América. "De esta manera, la Inquisición cumplió un rol decisivo en el surgimiento de una ideología española y cristiana obsesionada con la genealogía y con la idea de que tener un «linaje puro» era el signo incuestionable de pertenencia aristocrática, no tanto a una fe común, sino a un estatuto humano superior".
Cada organización establecía su propio procedimiento para probar la limpieza de sangre, así como la cantidad de generaciones que debían pasar para que una persona fuera considerada “limpia”. La prueba habitual era que cinco testigos dieran fe del conocimiento del solicitante, de su buen nombre y su pureza de sangre. A ello había que agregar la falta de antecedentes en la Inquisición, tanto de la persona en cuestión como de su familia, llegando en algunos casos a exigirse hasta siete generaciones sin antecedentes.

## Abolición
La casta, así como otras clasificaciones racistas fueron abolidas en Argentina luego de la independencia de la monarquía española, estableciéndose en el artículo 16 de la Constitución de 1853 que la Argentina "no admite prerrogativas de sangre, ni de nacimiento". En Cuba los estatutos de limpieza de sangre se suprimieron en 1870.
En España, los estatutos de limpieza de sangre fueron abolidos por una Real orden del 31 de enero de 1835, en el marco de la Revolución liberal española que puso fin al Antiguo Régimen, aunque hasta 1859 se mantuvo para los oficiales del ejército. Una ley de mayo de 1865 abolió las pruebas de limpieza de sangre para los matrimonios y para ciertos cargos civiles y militares. Ese mismo año se permitió que aquellos cuya pureza de sangre no se podía establecer (es decir, los nacidos fuera de matrimonio) podían ingresar en la educación religiosa superior y un año después, se eliminó el examen de pureza de sangre como condición de admisión a la educación superior laica. En 1870, la pureza de sangre dejó de ser un criterio para la admisión a cargos de profesor o en la administración pública.
En la actualidad, este tipo de clasificaciones humanas se encuentra prohibido por la Declaración Universal de los Derechos Humanos, que en su primer artículo establece que "Todos los seres humanos nacen libres e iguales en dignidad y derechos".[cita requerida]